# Cugnasco-Gerra
Ne doit pas être confondu avec Gerra (Verzasca).
Cugnasco-Gerra est une commune suisse du canton du Tessin.

Photo aérienne prise à 600 m par Walter Mittelholzer (1919)

Elle a été créée le 1er janvier 2009 par la fusion des anciennes communes de Cugnasco et Gerra. Une première tentative de fusion avait échoué quelques années plus tôt.
Géographiquement, elle était constituée de deux fractions espacées d'environ 15 km à vol d'oiseau. Le 18 octobre 2020, la fraction de Gerra Valle est séparée de la commune et est rattachée à la commune Verzasca.